# Cymothoe neptunus
Cymothoe neptunus är en fjärilsart som beskrevs av James John Joicey och Talbot 1924. Cymothoe neptunus ingår i släktet Cymothoe och familjen praktfjärilar. Inga underarter finns listade i Catalogue of Life.